# Киевские вести
Ки́евские ве́сти (укр. Київські вісті) — українська щоденна газета. Виходила з червня 1907 по лютий 1911 року замість газети «Киевский голос». Згодом «Киевские вести» злились з газетою «Киевская почта».
Попередником газети також було видання «Киевские отклики», заборонене цензурою 1906 року.

## Публікації
Під час виступів у Києві поета Олександра Блока в жовтні 1907 року лише «Киевские вести» дали позитивну рецензію.
На статтю-огляд української літератури за 1907 рік Сергія Єфремова, опубліковану в «Киевских вестях» критично відгукнувся Михайло Грушевський.
Наприкінці лютого 1909 року в газеті «Киевские вести» (№ 47, 49, 52) була вперше опублікована остання стаття Льва Толстого «Закон насильства та закон любові» присвячена проблемі зв'язку державного насильства і війни з християнством. Вважається духовним заповітом Толстого.